# Crime capital
Un crime capital est un crime passible de la peine de mort. L’expression est ancienne, on la retrouvait en France dans l'ordonnance criminelle de 1670, et elle se trouve toujours dans le Cinquième amendement de la Constitution des États-Unis, adopté en 1789 et toujours en vigueur.

## Typologie des crimes capitaux
Les crimes capitaux sont divers. La majorité des pays appliquant la peine de mort, considèrent le meurtre aggravé comme le principal crime capital. Certains crimes capitaux ne consistent pas dans le fait de tuer directement quelqu'un mais peuvent avoir des conséquences tout aussi graves ou plus graves sur la société. C'est le cas des atteintes à l'autorité de l'État, Ethel et Julius Rosenberg ont été électrocutés pour le crime d'espionnage. Le juge Irving Kaufman avait alors déclaré qu'un « meurtre prémédité » paraissait de faible gravité comparé au crime des Rosenberg, en permettant à l'URSS d'accéder aux secrets nucléaires des États-Unis (comme beaucoup à l'époque, il leur fit également porter la responsabilité des morts de la sanglante guerre de Corée).
Même si la pratique veut que les juges et les jurés prononcent la peine de mort pour certains crimes plus que d'autres (notamment l'infanticide), certains crimes font l'objet d'une spécificité légale qui fait qu'ils sont 'privilégiés' pour la peine de mort. C'est le cas du meurtre commis en prison par un condamné à perpétuité. Lorsqu'une personne purge une peine de prison « à vie », celle-ci est souvent déjà dans un établissement pénitentiaire de haute sécurité, la peine capitale est alors considérée dans ce cas rarissime par certains pays comme la seule solution à la dissuasion et à l'élimination du risque d'un second meurtre.
- Avant que la peine de mort ne soit supprimée, l'État de New York interdisait l'usage de la peine capitale contre les retardés mentaux, sauf s'ils purgeaient la prison à vie au moment de leur crime. Jusqu'en 1984, la peine de mort était obligatoire pour toute personne coupable du meurtre d'un gardien de prison commis pendant un emprisonnement à perpétuité[2]. Cette disposition est jugée inconstitutionnelle en 1984 et le criminel concerné, Lemuel Smith, est condamné à rester vingt ans en isolement total.
- Dans plusieurs États américains, le meurtre par un condamné à perpétuité est un crime capital à part entière (comme le New Hampshire ou le Texas entre autres).
- En Inde, la peine de mort est obligatoire contre un condamné à perpétuité qui commet ou tente de commettre un meurtre.
- À Singapour et en Malaisie, la tentative de meurtre ratée est punissable de mort si elle est commise par un prisonnier perpétuel.
- Dans le Rhode Island, la peine de mort qui avait été abolie dans les années 1850 a été rétablie en 1872 uniquement pour le meurtre par un condamné à perpétuité.
- Jusqu'aux années 1960, certains états fédérés aux États-Unis tels que la Californie ou le Colorado punissaient de mort les coups et blessures si l'auteur était sous le coup d'une peine perpétuelle.
- En France, un prisonnier à perpétuité qui commettait une infraction passible de la perpétuité pouvait être condamné à mort.

Une autre solution consiste à envoyer pour une durée déterminée ou à perpétuité le condamné dans une prison « supermax » où il reste seul dans sa cellule vingt-trois heures par jour.
À noter que dans l'État du Nouveau-Mexique l'appellation de capital felony fut conservée lors de l'abolition de la peine de mort pour qualifier les crimes désormais passibles de la prison jusqu'à la mort naturelle.

### Peine de mort automatique
La peine de mort automatique (ou obligatoire, mandatory death sentence en anglais) signifie que la juridiction n'a pas à choisir la sentence applicable à tel ou tel crime, elle doit obligatoirement prononcer la peine de mort dès le moment où l'accusé a été reconnu coupable. C'est au pouvoir exécutif seul (gouvernement ou président) qu'il appartient alors de décider de la commutation ou de l'exécution.
La peine de mort automatique fut surtout employée au Royaume-Uni où tout meurtre entraînait une condamnation à mort jusqu'en 1957, ainsi que plusieurs cas de meurtres aggravés jusqu'à l'abolition définitive de la peine de mort en 1965. Dans la pratique, le juge émettait une recommandation concernant la grâce que le ministre de l'Intérieur (The Home Secretary) respectait quasi-systématiquement.
Le système des condamnations à mort automatiques est resté dans plusieurs pays anglo-saxons, notamment au Canada jusqu'à l'abolition de la peine de mort. Le Royaume-Uni et le Canada conservent tous deux aujourd'hui des peines de prison à vie automatique pour meurtre, la gravité du crime déterminant la durée de la période de sûreté.
Aux États-Unis, les peines de mort automatiques ont également été utilisées plus modérément, avant d'être déclarées définitivement inconstitutionnelles en 1976 (Gregg v. Georgia).
Au Japon, seule l'instigation à une agression étrangère entraîne la peine de mort automatique, et en Inde seul le meurtre par un condamné à perpétuité entre également dans cette catégorie.
Singapour est l'un des derniers pays, avec notamment la Malaisie voisine, à conserver des peines de mort automatiques : elle est applicable à tout meurtre et à tout trafiquant de drogue trouvé en possession de plus de 500 g de cannabis ou de toute autre drogue en quantité inférieure. Le chef de l'État, si les preuves sont là, est alors le seul recours.

## EnFrance

### En 1981
La liste des crimes capitaux en France en 1981 est assez impressionnante. S'étendant jusqu'au vol à main armée, alors que le meurtre d'enfant ne l'était que s'il était prémédité par une personne autre que la mère, concomitant ou connecté avec un autre crime ou délit ou commis par empoisonnement.

### Auparavant
La loi du 28 avril 1832 supprima la peine de mort pour des crimes tels que le faux-monnayage, la contrefaçon des sceaux de l'État, le complot, certains cas d'incendie et le vol nocturne avec effraction en réunion armée.
Avant la Révolution française, au moins 105 crimes étaient punis de mort ; citons notamment le vol aggravé, la concussion, le blasphème « énorme », la création d'une association ou d'un syndicat, l'outrage à un fonctionnaire, le duel, le détournement de fonds royaux, l'inceste, le viol, l'avortement, la mise en circulation écrite de faits inexacts ou sans le sceau royal...

## AuxÉtats-Unis

### Meurtre aggravé
Le meurtre au premier degré (avec préméditation ou concomitance avec une autre infraction) ne constitue pas en soi un crime capital, et doit pour cela être assorti d'une circonstance aggravante supplémentaire, sauf dans les états où la définition du meurtre au premier degré (ou meurtre capital) est déjà restreinte (comme le Texas et New York). Le Model Penal Code de 1962 élaboré dans un objectif d'harmonisation des législations suggère lui l'application des circonstances aggravantes suivantes :
1. L'accusé était incarcéré au moment des faits ;
2. L'accusé avait déjà été condamné pour meurtre ou crime incluant l'utilisation de la violence ;
3. L'accusé a commis plusieurs meurtres ;
4. L'accusé a sciemment créé un grave risque de mort pour plusieurs personnes ;
5. Le meurtre a été commis en concomitance avec un viol, un vol, un enlèvement ou un incendie volontaire ;
6. Le meurtre a été commis pour éviter une arrestation ou permettre une évasion ;
7. Le meurtre a été commis à des fins pécuniaires ;
8. Le meurtre a été commis d'une manière particulièrement haineuse, atroce ou cruelle, manifestant une dépravation exceptionnelle.

Ces circonstances sont reprises au début du XXIe siècle dans la plupart des États dans leurs propres législations.

### Felony murder
Selon la loi en vigueur dans beaucoup d'états, y compris des états n'ayant pas la peine de mort, si un crime est commis en réunion (comme viol, un enlèvement ou un cambriolage) et qu'un des membres de la réunion commet un meurtre, alors les complices encourent solidairement la même peine, éventuellement la peine de mort. Au niveau de la Constitution fédérale, la cour suprême des États-Unis a jugé en 1987 dans l'affaire Tison v. Arizona que ces lois étaient constitutionnelles lorsque l'accusé avait fait preuve d'une « extrême indifférence pour la vie humaine ». Depuis 1976, 8 personnes ont ainsi été exécutées pour des morts qu'elles n'avaient pas directement causées. Ces lois restent controversées. Même au Texas, un condamné dans cette situation a été gracié et la chambre de l'État a voté une loi interdisant la peine de mort pour felony murder. Mais cette proposition n'a pas abouti et les lois prévoyant la peine de mort dans ces cas là restent en vigueur dans de nombreux états.

### Autres crimes que le meurtre
Les lois pénales des états prévoient la peine de mort pour les crimes suivant, sans l'utiliser; le 4 septembre 1964, en Alabama, James Coburn (en) a été exécuté pour braquage et fut le dernier à être exécuté pour un crime autre que le meurtre :
- Parjure ayant entrainé l'exécution d'un innocent (Californie et Idaho (le Colorado et le Nebraska incluent, dans leurs définitions de meurtre capital, ce cas de figure)) ;
- Viol :
  - Viol d'enfant en récidive (Texas, Oklahoma, Caroline du Sud)
  - Viol d'enfant (Louisiane, Floride)
  - Viol violent en récidive (Montana)
  - Viol aggravé (Géorgie, Oklahoma)
- Trafic de drogue en grande quantité ou suivi de mort d'un consommateur notamment (Floride, Missouri et Gouvernement Fédéral) ;
- Haute trahison (Arkansas, Californie, Colorado, Géorgie, Louisiane, Mississippi, Missouri, Washington, Gouvernement Fédéral) ;
- Espionnage (Nouveau-Mexique, Gouvernement Fédéral) ;
- Détournement d'avion (Géorgie, Missouri, Mississippi, Alabama) ;
- Enlèvement aggravé (Colorado, Géorgie, Idaho, Missouri, Montana, Oklahoma) ;
- Conspiration par une organisation criminelle de faire assassiner un juré, un témoin ou officier (Gouvernement Fédéral) ;
- Dépôt d'engin explosif près d'un arrêt de bus (Missouri) ;
- Coups et blessures aggravés ou tentative de meurtre en prison commis par un meurtrier ou un criminel violent de carrière (Montana).

Lois déclarées anticonstitutionnelles à part dans les cas de crimes contre l'État et actes de terrorisme (Kennedy v. Louisiana)

### Par le gouvernement fédéral américain
- Meurtre au premier degré ;
- Meurtre au second degré par un condamné à perpétuité ;
- Les crimes suivants s'ils ont entrainé la mort :
  - Génocide ;
  - Crimes de guerre ;
  - Crimes contre les droits civiques ;
  - Conspiration ou enlèvement du président des États-Unis ou d'un membre de son personnel ; d'un membre du Cabinet des États-Unis ; de la Cour suprême des États-Unis ou du Congrès des États-Unis ;
  - Crimes impliquant le transport d'explosifs, la destruction de propriété gouvernementale, ou la destruction de propriété liée à commerce étranger ou entre États ;
  - Déraillement de train ;
  - Détournement d'avion ;
  - Torture ;
  - Utilisation d'armes chimiques ; prohibés ou de destruction massive ;
  - Viol ou proxénétisme infantile ;
  - Postage d'articles nuisibles ou de colis dangereux ;
- Espionnage ;
- Haute trahison ;
- Trafic de drogue en larges quantités ;
- Conspiration par une organisation criminelle de faire assassiner un juge, juré, témoin ou officier.

### AuTexas
- Meurtre d'un policier ou d'un pompier dans l'exercice de ses fonctions ;
- Meurtre en commettant ou en tentant de commettre un enlèvement, une séquestration, un vol, un viol aggravé, un incendie volontaire, une insurrection ou des représailles ;
- Meurtre en échange d'une rémunération ou paiement d'une personne qui a commis un assassinat en échange ;
- Meurtre par un prisonnier dans certaines circonstances ;
  - Commis sur la personne d'un gardien;
  - Commis au cours d'une évasion;
  - Commis par un condamné à perpétuité ou à une peine de 99 ans.
- Meurtre de plus d'une personne durant le même « acte criminel » ou dans le cadre du même schéma criminel ;
- Meurtre d'un enfant de moins de 6 ans ;
- Meurtre en représailles d'un magistrat du Texas ou d'une personne en relation avec lui dans le cadre du processus judiciaire.

### EnVirginie
- Homicide volontaire, délibéré et prémédité (commis avec l'intention spécifique de le commettre adoptée une certaine durée auparavant mais qui n'a pas être déterminée) [6]:
  - En commettant un enlèvement qui vise à gagner de l'argent ou à nuire à la victime de l'enlèvement ;
  - En échange d'une rémunération ou par paiement d'une personne qui a commis un assassinat en échange ;
  - Par un prisonnier ;
  - En commettant ou en tentant de commettre un cambriolage ;
  - En commettant ou en vue de commettre un viol
  - D'un représentant de la loi qui a le droit d'arrêter un criminel pour interférer à ses activités
  - De plus d'une personne :
    - Dans le cadre du même acte ou transaction ;
    - En moins de trois ans ;

  - En commettant ou tentant de commettre un crime en relation avec la drogue en vue de réaliser cette infraction ;
  - Par le membre d'une organisation criminelle ;
  - D'une personne de moins de 14 ans par une de plus de 21 ans ;
  - En commettant ou en tentant de commettre un acte de terrorisme ;
  - D'un juge pour interférer à ses activités ;
  - D'un témoin assigné à comparaître pour l'en empêcher.

### EnCalifornie
- Meurtre au premier degré avec circonstances spéciales :
  - À des fins pécuniaires ;
  - De plus d'une personne lorsque :
    - Un même tribunal a reconnu au moins deux de ces meurtres ;
    - L'un de ces meurtres a été commis après une condamnation définitive pour un autre ;

  - En créant sciemment le risque de tuer au moins une personne supplémentaire :
    - En plaçant une arme spéciale dans un lieu de fréquentation régulière (une bombe dans un arrêt de bus par exemple) ;
    - En envoyant un colis contenant l'arme du crime ;

  - Pour empêcher une arrestation ou aider à une évasion ;
  - D'un policier dans l'exercice ou du fait de ses fonctions en sachant ou en se doutant que c'est un policier ;
  - D'un agent fédéral dans l'exercice ou du fait de ses fonctions en sachant ou en se doutant que c'est un agent fédéral ;
  - D'un pompier dans l'exercice de ses fonctions en sachant ou en se doutant que c'est un pompier ;
  - D'un témoin pour l'empêcher de témoigner ;
  - D'un représentant du ministère public dans l'exercice ou en vue de faire obstruction à ses fonctions ;
  - D'un magistrat dans l'exercice ou en vue d'obstruer à ses fonctions ;
  - D'un élu dans l'exercice ou en vue d'obstruer à ses fonctions ;
  - Spécialement « haineux, atroce, dépravé et cruel » (dans le cas précis de la Californie, ses termes se réfèrent spécifiquement au fait d'infliger de la torture à la victime sciemment ou impitoyablement) ;
  - Avec embuscade ;
  - En raison de la race, de la couleur de la peau, de la nationalité ou du pays d'origine de la victime ;
  - Concomitant ou connexe avec une grave infraction ;
  - Concomitant avec des actes de tortures même sur autre personne que la victime ;
  - Par empoisonnement ;
  - D'un juré en vue d'obstruer à ses fonctions ;
  - Dans un véhicule avec une arme à feu sur une personne en dehors de ce véhicule ;
  - Par le membre d'une organisation criminelle pour faire prospérer les activités de l'organisation ;
- Déraillement de train ayant entraîné la mort ;
- Parjure ayant entraîné l'exécution d'un innocent ;
- Trahison.

### AuNew Hampshire
Lorsque la peine de mort fut rétablie en 1971, la définition du meurtre capital était encore plus restreinte. Elle a été élargie en 1990 et 1994.
- Meurtre d'un juge ; d'un procureur ; un shérif ; un policier ; un agent pénitentiaire ou responsable de réinsertion des libérés sur parole ;
- Meurtre en étant engagé dans la commission d'un enlèvement ou d'une tentative d'enlèvement ;
- Meurtre en échange d'une rémunération ou paiement d'une personne qui a commis un assassinat en échange ;
- Meurtre par un condamné à perpétuité réelle ;
- Meurtre en étant engagé dans la commission d'un viol ou d'une tentative de viol ;
- Meurtre dans le cadre d’un trafic de stupéfiants.

Curieusement, le code pénal du New Hampshire fait du meurtre d'un candidat ou d'un élu important une incrimination spécifique, mais passible de la perpétuité réelle .

## EnInde
La Cour Suprême indienne est très stricte sur l'application de la peine capitale bien qu'elle en soit partisane, seuls les crimes « les plus rares parmi les rares » (the rarest of rare) peuvent en faire l'objet. La peine de mort pouvant théoriquement être imposée à de nombreux crimes :
- Meurtre ou tentative de meurtre ;
- Incitation au suicide suivie de mort sur un enfant ou d'une personne vulnérable ;
- Actes de trahison ;
- Actes de terrorisme ;
- Trafic de drogue en état de récidive légale.

La peine de mort est obligatoire pour le meurtre commis par un condamné à la prison à perpétuité.

## ÀSingapour
- Meurtre ;
- Tentative de meurtre par un condamné à la prison à perpétuité ;
- Parjure ayant entraîné l'exécution d'un innocent ;
- Provocation au suicide d'un mineur ou d'une personne vulnérable ;
- Atteintes à la personne du président de la République ;
- Mutinerie ;
- Piraterie dangereuse pour la vie humaine ;
- Faire la guerre ; tenter de faire la guerre ou comploter en vue de faire la guerre au gouvernement de Singapour
- Enlèvement ou abus sexuel en relation avec un meurtre ;
- Vol en bande organisée suivi de mort ;
- Trafic de stupéfiants et possession de drogue[7].

## AuGuatemala
L'article 18 de la constitution interdit que la peine de mort soit prononcée contre des femmes, contre des personnes âgées de plus de soixante ans, contre l'auteur d'infractions à caractère politique ou d'infractions connexes de droit commun, et contre une personne extradée sous condition de ne pas être condamnée à mort. La peine de mort ne peut également pas être prononcée « Lorsque la condamnation était fondée sur des présomptions ». Sont punis de la peine de mort :
- Parricide (art 131)
- Assassinat (art 132) ; l'assassinat étant le meurtre :
  - Concomitant ou connexe à un acte de trahison ;
  - À des fins pécuniaires ou de rétribution quelconque ;
  - Par un moyen pouvant causer des dégâts importants (incendie, inondation, empoisonnement, destructions...)
  - Dans le cadre d'une préméditation substantielle ;
  - Avec cruauté ;
  - Dans l'élan d'une perversité brutale ;
  - Concomitant ou connexe à une autre infraction ;
  - À des fins terroristes ou dans le cadre d'activités activités terroristes.
- Viol d'un enfant de moins 10 ans ayant entrainé sa mort (art 175) ;
- Enlèvement et séquestration (art 201) ;
- Disparition forcée suivi de mort, de blessures ou d'un traumatisme particulièrement grave (art 201 ter) ;
- Tuer le président ou le vice-président de la République.

## ÀCuba
- La trahison et l'espionnage (art 91) ;
- Incitation à une agression étrangère (art 92) ;
- Faire la guerre à Cuba (art 93.1) ;
- Aide à l'ennemi (art 94.1) ;
- Espionnage (art 97.1) ;
- Rébellion (art 98.1) ;
- Sédition (art 100) ;
- Usurpation d'un mandat politique ou militaire (art 102) ;
- Sabotage aux conséquences graves (art 105) ;
- Conspiration d'actes terroristes aux moyens de substances inflammables ou dangereuses (art 106) ;
- Actes de terrorismes (art 107.1) ;
- Terrorisme en empoisonnant les denrées ou tout autre chose de consommation (art 108) ;
- Crimes contre la paix et le droit international (art 110.1) ;
- Génocide (art 116.1) ;
- Piraterie (art 117) ;
- Mercenariat (art 118.1) ;
- Apartheid (art 120.1) ;
- Autres actes contre la sécurité de l'État (art 124.1)
- Assassinat (meurtre avec circonstances aggravantes telles que la préméditation, art 263) ;
- Viol sur un enfant de moins de 12 ans ou suivi de mutilations (art 298) ;
- Pédophilie avec violence sur un enfant de moins de 14 ans ou suivi de mutilations (art 299).

## EnIsraël
En Israël, le terrorisme, la trahison en temps de guerre, le génocide et les crimes qui s'y rattachent sont passibles de la peine de mort. Elle n'a été appliquée que deux fois et ce fut pour Adolf Eichmann, reconnu coupable de crime contre le peuple juif et l'humanité, ainsi que pour le capitaine Meir Toubianski, fusillé en 1948 pour trahison et reconnu innocent un an plus tard. La condamnation à mort pour le terrorisme repose sur les mesures d'urgence promulguées par les Britanniques en 1945.

## EnChine
En février 2011, le comité permanent de l'Assemblée populaire nationale a adopté la suppression de la peine de mort pour 13 crimes non violents (en barré dans la liste) .
Sources : Le code pénal chinois (version anglaise) 

### Crimes contre l'État et la paix publique
- Crime contre la sécurité nationale, s'il a causé un grave préjudice à l'État et au peuple (art 113) ;
- Destructions ou dégradations volontaires par des moyens dangereux, notamment par l'incendie, l'explosion ou la propagation de poison, ayant entraîné la mort, des blessures ou d'énormes conséquences matérielles (art 115) ;
- Sabotage d'installations de transport, d'énergie ou d'explosifs ayant entraîné de graves conséquences (art 119) ;
- Détournement d'aéronef suivi de mort, de graves blessures ou de graves dommages à l’aéronef (art 121) ;
- Dans les cas les plus graves : fabrication, transport, envoi ou détention illégales d’armes, de munitions, d’explosifs ou de matériel nucléaire (art 125) ;
- Dans les cas les plus graves ou lorsque s’agit de la propriété de l’État : vol ou appropriation illégale d’armes, de munitions ou d’explosifs (art 127) ;
- Vente ou production de faux médicaments ayant entraîné la mort ou un préjudice particulièrement grave pour la santé humaine (art 141) ;
- Vente ou production de produits alimentaires empoisonnées ou de matières premières empoisonnées ayant entraîné la mort ou un préjudice particulièrement grave pour la santé humaine (art 144) ;
- Dans les cas les plus graves : contrebande d’armes, de munitions, d’explosifs, de matériel nucléaire, de métaux précieux, de reliques ou espèces animales (art 151) ;
- Faux-monnayage, dans les cas plus graves (art 170) ;
- Certains types de fraude lorsque le montant est particulièrement énorme (art 199) ;
- Fausses factures d'un montant énorme, ayant perturbé l'économie (art 205) ;

### Crimes contre les personnes
- Homicide volontaire (art 232) ;
- Violences ayant entraîné la mort ou un handicap rendant totalement invalide (art 234) ;
- Viol d’une femme ou relations sexuelles avec une fille de moins de 14 ans (art 236) :
  - Si les faits sont flagrants ;
  - S'il y a plusieurs victimes ;
  - En public ;
  - À plusieurs ;
  - Ayant entraîné de graves blessures, la mort ou d'autres graves conséquences ;
- Enlèvement ayant entraîné la mort (art 239) ;
- Dans les cas les plus graves, trafic de femmes ou d’enfants (art 240) ;

### Crimes contre les biens
- Racket (art 263) :
  - Avec effraction ;
  - Avec un moyen de transport ;
  - D'une banque ;
  - Habituel ou énorme ;
  - En faux uniforme ;
  - Avec blessure ou mort d'une personne ;
  - Avec une arme à feu ;
  - De matériel militaire ou de secours ;
- Vol d'une banque ou de reliques culturelles, dans les cas les plus graves (art 264) :

### Autres crimes
- Enseigner à quelqu'un comment commette un crime, dans les cas les plus graves (art 295) ;
- Instigateurs et participants actifs d’une évasion en bande armée ou par émeute (art 317) ;
- Fouilles archéologiques illégales en vue de vendre les reliques ou les fossiles, dans certains cas (art 328) ;
- Trafic de drogue : (art 347)
  - Pas moins de 1 000 grammes d’opium ; pas moins de 50 g d’héroïne ou de méthylamine ou toute autre grande quantité de stupéfiants ;
  - Aux dirigeants ou organisateurs du trafic ;
  - Avec usage d'armes ;
  - À ceux qui résistent violemment aux autorités ;
  - À ceux qui sont internationalement impliqués ;
- Proxénétisme dans les cas les plus graves (art 358) ;
- Détournement d’au moins 100 000 yuans dans les cas les plus graves (art 383) ;

### Crimes militaires
- Sabotage militaire dans les cas les plus graves (art 369) ;
- Dans les cas les plus graves, fournir volontairement du matériel sous-équipé à l’armée (art 370) ;
- Désobéissance par un soldat en temps de guerre durant une bataille ou une campagne qui a causé de lourdes pertes (art 421) ;
- Mise en péril d’une opération militaire par un soldat en cachant des informations, en faisant un faux rapport, en refusant de transmettre un ordre ou en transmettant un faux ordre durant une bataille ou une campagne qui a causé de lourdes pertes (art 422) ;
- Trahison par un soldat (art 423) ;
- Obstruction à l’exercice de l’autorité lorsque a entraîné la mort, des blessures ou dans toutes autres graves circonstances (art 426) ;
- Abandon de poste par un pilote (art 430) ;
- Espionnage (art 431) ;
- Relations avec l’ennemi tendant à saper le moral des troupes dans les cas les plus graves (art 433) ;
- Vol de matériel militaire dans les cas les plus graves (art 438) ;
- Vente illégale ou transfert illégal de matériel militaire dans les cas les plus graves (art 439) ;
- Vol ou violences sur les innocents par un militaire en temps de guerre, dans les cas les plus graves (art 446).

## Le monde en général
Voici une liste non exhaustive des crimes pouvant entraîner une condamnation à mort dans les autres pays :
- pour trafic de stupéfiants : Arabie saoudite, Émirats arabes unis, Qatar, Yémen. Chine, Libye, Syrie, Tadjikistan, Thaïlande, Viêt Nam, Indonésie. Iran, Malaisie, Myanmar, Laos, Oman, Pakistan, Turkménistan.
- pour adultère (pour femmes et hommes)
  - Lapidation : Nigeria, Pakistan, Iran, Arabie saoudite.
- pour prosélytisme religieux :
  - Arabie saoudite, Bangladesh, Iran, Pakistan.
- pour crime contre la chasteté
  - Arabie saoudite, Iran[11]

## En temps de guerre
En temps de guerre, la peine de mort est appliquée dans plusieurs pays aux soldats refusant de se battre, c'est une désertion. Certains pays comme le Brésil, considérés comme abolitionnistes, conservent la peine de mort seulement pour la trahison en temps de guerre.